# Kahoru Kohiruimaki
 (août 2024).
Si vous disposez d'ouvrages ou d'articles de référence ou si vous connaissez des sites web de qualité traitant du thème abordé ici, merci de compléter l'article en donnant les références utiles à sa vérifiabilité et en les liant à la section « Notes et références ».
Kahoru Kohiruimaki (小比類巻かほる, Kohiruimaki Kahoru, surnommée Kohhy, née le 16 mars 1967) à Misawa est une chanteuse japonaise, qui débute en 1985 et connait un réel succès pendant les dix années suivantes, avec une trentaine de singles, une quinzaine d'albums originaux, et autant de compilations diverses. Elle est connue en occident pour avoir interprété  City Hunter - Ai yo kienaide, le premier générique d'ouverture de la série anime City Hunter en 1987, ainsi que le titre What's Goin' On pour la première bande originale de la série (City Hunter 1 - OST vol 1), et un thème de fin pour l'OVA Gall Force en 1986.

## Discographie

### Albums
- Call My Name (1985/11/21)
- No Problem (1986/7/21)
- I'm Here (1987/4/1)
- Hearts On Parade (1988/1/21)
- SO REAL (1988/11/11)
- TIME THE MOTION (1989/1/11)
- DISTANCE (1990/10/10)
- silent (1991/9/25)
- FRONTIER (1992/9/10)
- KOHHY 1 (1994/5/25)
- KOHHY 2 (1995/2/8)
- This Is My Love Song (1998/2/5) (reprises)
- Kaleidoscope (1999/5/20)

- Anniversary Nights (2001/12) (album indépendant, réservé au fan club)
- LOVE solution (2001/12) (album indépendant, réservé au fan club)

### Albums live
- TIME THE MOTION LIVE (1990/7/25)
- silent fiction tour 1991 (1992/1/25)
- FRONTIER LIVE '92 (1993/2/25)

### Compilations
- The Best (1989/12/15)
- KOHHY'S SINGLES (1991/7/25)
- Dreamin' '89-'92 (1992/3/25)
- Ballade Collection (1993/3/25)
- Keep on dreamin' remix (1995/2/25）
- Black Kohhy Best '85-'89 (1995/7/1)
- White Kohhy Best '89-'95 (1995/7/21)
- STAR BOX EXTRA (2001/12/5)
- THE LEGEND (2003/1/1)
- Golden Best (ゴールデン☆ベスト) (2005/1/26)
- Kohiruimaki Kahoru - 20th Anniversary Selection (2005/6/29）

### Singles
- NEVER SAY GOOD-BYE (1985.10.21)
- 両手いっぱいのジョニー (1986.07.02)　(thème de fin pour l'OVA Gall Force)
- 長く熱い夜 (1986.12.21)
- Hold On Me (1987.02.26)
- City Hunter - Ai yo kienaide (City Hunter〜愛よ消えないで〜) (1987.05.10) (générique d'ouverture de la série anime City Hunter)
- I'm Here (1987.05.21)
- COME ON (1987.09.21)
- On The Loose (1988.01.01)
- 飛べないブルー・バード (1988.05.21)
- TONIGHT (1988.10.21)
- TOGETHER (1988.11.21)
- DREAMER (1989.09.25)
- いい子を抱いて眠りなよ (Live Version)(1990.02.01)
- Twilight Avenue (1990.05.10)
- LIKE A FACTORY (1990.11.10)
- MOVING TOMATO／CRAZY LOVER (1991.01.01)
- TIMES GO BY (1991.03.25)
- SMILE FOR ME (1992.04.25)
- コントロール (1992.08.25)
- LA FESTA 〜あの日のままで〜 (1992.10.25)
- 君はインスピレーション (1994.01.25)
- SUMMER FACTOR (1994.04.01)
- HELLO AGAIN (1994.05.10)
- Step by Step (1994.11.22)
- Ride On (1994.11.30)
- Super Hero (1994.12.07)
- Justify My Love (1995.01.01)
- Respect (1995.07.21)
- 陽のあたる場所 (1996.05.27)
- Oh My Friend (1996.09.02)
- Just as... I don't wanna fall in love again (1997.04.23)
- What A Wonderful World (1998.01.21)
- DANCING QUEEN (2000.08.30)
- Blue Sky (2004.08.25）

### Videos
- Heart no Ballade in Budokan (ハートのパレード in 武道館)
- Heart no Ballade in Budokan 2 (ハートのパレード in 武道館 2)
- TIME THE MOTION LIVE
- silent fiction tour 1991
- KOHHY'S SINGLES VIDEO
- DREAMER